# Amtsbezirk Hörup
Der Amtsbezirk Hörup war ein Amtsbezirk im Kreis Sonderburg in der Provinz Schleswig-Holstein.
Der Amtsbezirk wurde 1889 gebildet und umfasste Teile des Forstgutsbezirks Sonderburg und die folgenden Gemeinden:
1. Hörup
2. Lamberg
3. Maibüll
4. Miang
5. Minteberg

1920 wurde der Amtsbezirk aufgelöst und die Gemeinden aufgrund der Volksabstimmung in Schleswig an Dänemark abgetreten.